# Мемфис Рогс
Мемфис Рогс — бывшая профессиональная футбольная команда, выступавшая в Североамериканской футбольной лиге. Она существовала на протяжении трёх лет в 1978—1980 годы и играла свои домашние матчи на Мемориальном стадионе «Либерти-боул», Мемфис. Клуб также играл в шоубол на «Мид-Саут-колизиум» в 1979/80 сезоне.
Мы бродячие жулики из Мемфиса, крупнейший удар в городе!— девиз «Рогс»

## История
В середине 70-х двое мужчин, Гарри Мангурян младший и Бо Роджерс, объединились с целью создать новую команду Североамериканской футбольной лиги (NASL). Мангурян владел ипподромом во Флориде, а Роджерс был совладельцем и генеральным менеджером «Тампа-Бэй Раудис». В поисках города для основания команды они рассмотрели несколько вариантов в южной части США: Новый Орлеан, Хьюстон, Нашвилл и Атланта — и в итоге остановились на Мемфисе, штат Теннесси. Затем они решили назвать команду «Рогс» (разбойники) — отсылка к «Раудис» (хулиганы), а также изъявили желания сделать талисманом слона (слон-разбойник).
Команда сделала свою первую ошибку, наняв в качестве первого тренера Малкольма Эллисона. Эллисон пришёл в клуб из турецкого гранда, «Галатасарай», но его пребывание в Мемфисе было очень коротким. Эллисон часто конфликтовал с руководством ещё во время своего пребывания в Англии, и, когда он не смог подписать достаточное количество игроков для первого сезона, Эллисон был уволен, так и не проведя ни одного матча у руля клуба. Его заменил бывший игрок «Челси» Эдди Маккриди. Однако клуб завершил сезон 1978 года на третьем месте в своём дивизионе и не вышел в плей-офф. Посещаемость также была низкой: в среднем только 8708 человек на матч — 17-й показатель среди 24 команд лиги.
Второй сезон 1979 года был омрачён забастовкой игроков, которая заставила Маккриди в течение некоторого времени подать в отставку. На поле команда выглядела ещё хуже, финишировав последней, посещаемость упала до 7137 человек на матч, только три команды имели худший показатель.
Низкая прибыль вынудила Мангаряна и Роджерса в 1980 году продать команду Аврону Фогелману. Фогельман владел бейсбольной командой низшей лиги из Мемфиса, а затем стал совладельцем «Канзас-Сити Роялс». Хотя в 1980 году посещаемость поднялась до 9864 человек, команда заняла лишь 17-е место в лиге и снова оказалась последней в своём дивизионе. Ситуацию не улучшило даже назначение на должность тренера другой звезды «Челси», Чарли Кука.
Последняя игра «Рогс» на стадионе «Либерти-боул» состоялась против «Хьюстон Харрикейн». «Рогс» выиграли со счётом 6:1. Последний гол в истории «Мемфис Рогс» забил Тони Филд. Он обыграл вратаря и забил в пустые ворота. Когда он добежал до линии ворот, он опустился на колени и переправил мяч в сетку головой.
В 1981 году Фогельман с целью сократить затраты продал «Рогс» Нельсону Скалбании, канадскому бизнесмену, который перевёз команду в Калгари, Альберта. Скалбания переименовал команду в «Калгари Бумерс», но клуб просуществовал лишь один год.

### Успех в шоуболе
«Рогс» провели 1979/80 сезон шоубола NASL на «Мид-Саут-колизиум». Они выиграли 9 из 12 матчей регулярного сезона, выиграли Западный дивизион и прошли весь путь до финала. В первом матче дома против «Тампа-Бэй Раудис» «Рогс» выиграли со счётом 5:4 при 9081 болельщике. Однако в ответном матче на «Бейфронт Сентр» и мини-игре соперник отыгрался и выиграл финал.